# Wilhelm von Rogendorf

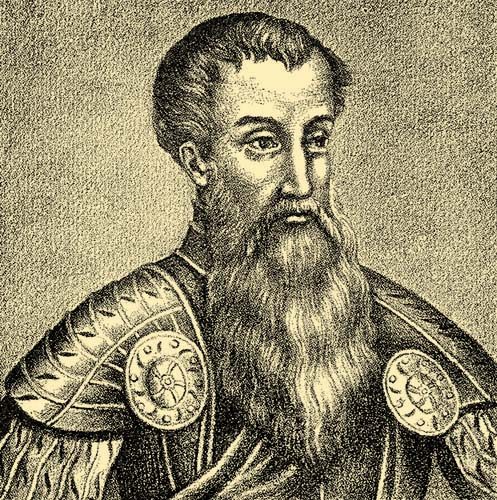
Wilhelm von Rogendorf

Wilhelm Freiherr von Rogendorf (auch Roggendorf; * 20. November 1481; † August 1541 in Sommerein, heute Šamorín, Slowakei) war österreichischer Obersthofmeister und einer der Befehlshaber im ersten österreichischen Türkenkrieg. Er  entstammte der ursprünglich steirischen Ritterfamilie der Rogendorf, die seit der Mitte des 15. Jahrhunderts in Österreich unter der Enns ansässig war.

## Leben

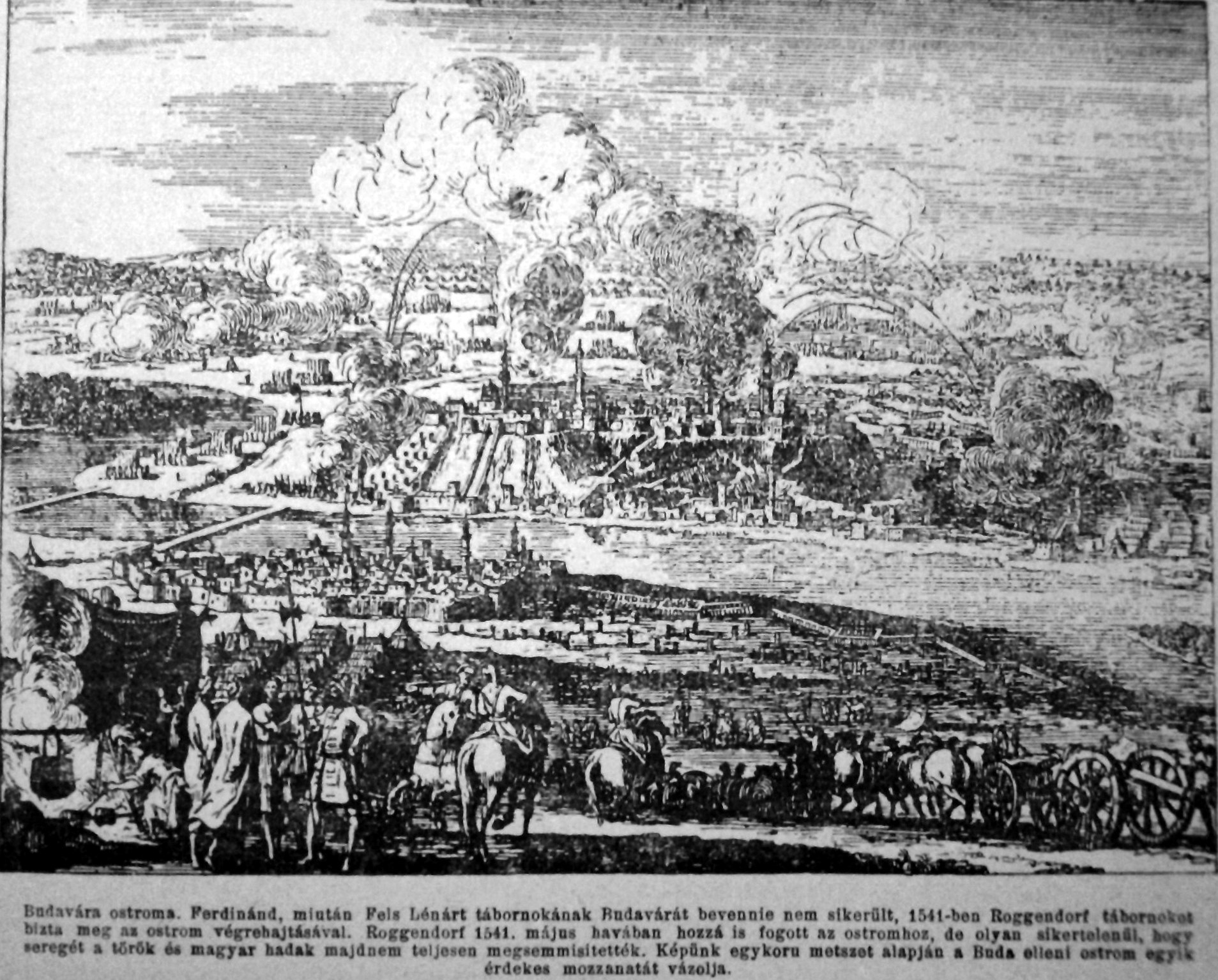
Belagerung von Buda, 1541

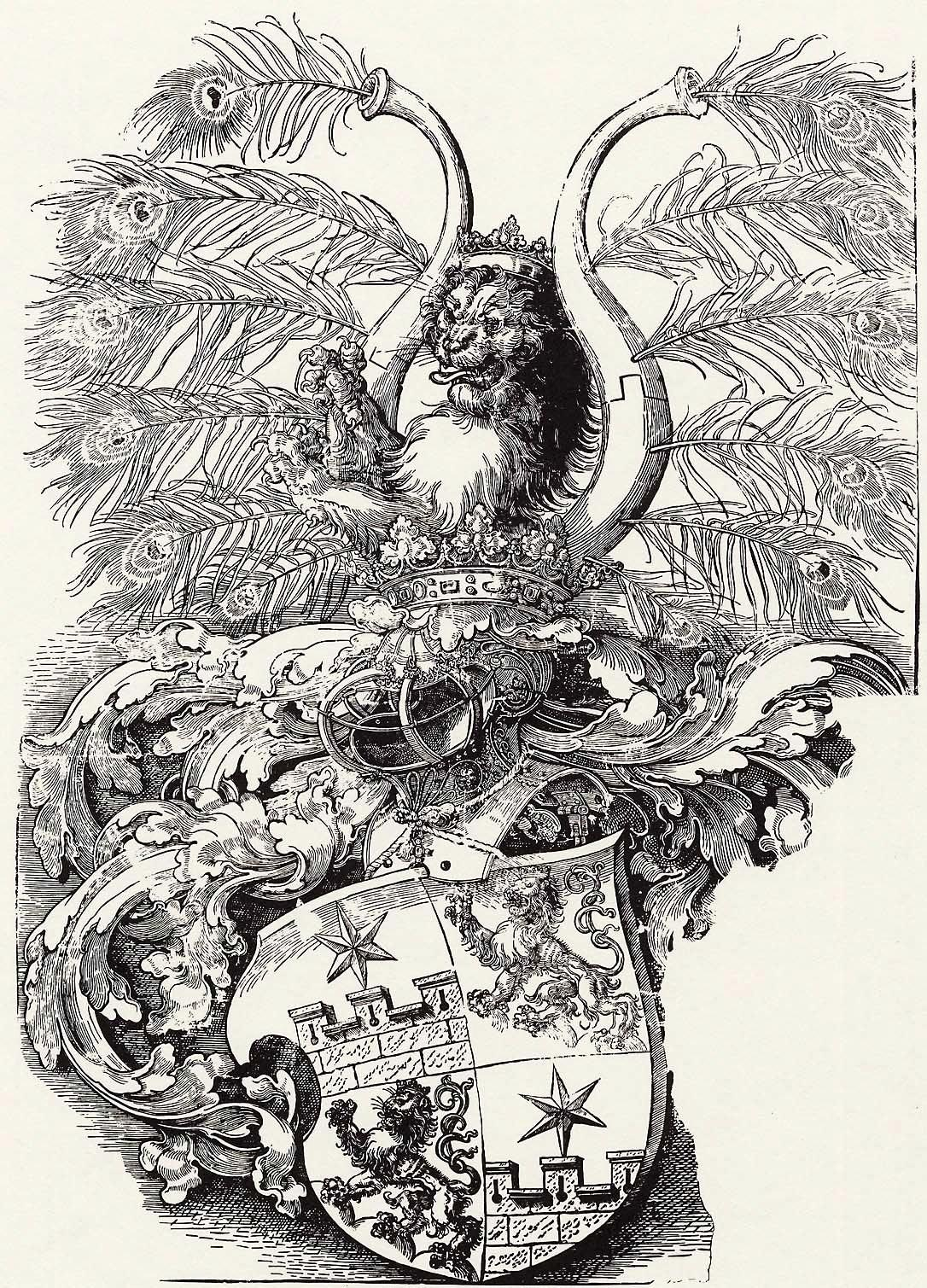
Wappen der Freiherren von Rogendorf (Holzschnitt von Albrecht Dürer, 1520)

Wilhelm war ein Sohn von Kaspar von Rogendorf und Magdalena von Wildhaus. 1491 trat er in die Dienste der Habsburger und war von 1517 bis 1520 Statthalter von Friesland. In der zweiten Hälfte der 1520er Jahre war er Hofmeister Erzherzog Ferdinands. Weiter kommandierte er unter seinem Schwager Niklas Graf Salm (1459–1530) in der Türkenbelagerung von 1529 die schwere Kavallerie. Im darauf folgenden Jahr wurde er zum Obersthofmeister ernannt und zählte in den folgenden Jahren zu den einflussreichsten Politikern im Umfeld König Ferdinands I. Oft vertrat er Bernhard von Cles. 1539 gab er seine Ämter auf, wurde jedoch schon bald darauf zum Kommandeur der Streitmacht berufen, die 1541 zur Eroberung Budas (deutsch Ofen) ausgesandt wurde. Während der für die Habsburger desaströsen Belagerung der türkischen Festung Buda erlitt er am 22. August eine Verwundung, entkam auf die Insel Schütt, erlag aber wenige Tage später in Sommerein (Šamorín) seinen Verletzungen.

## Rezeption
Durch die kaiserliche Entschließung von Franz Joseph I. vom 28. Februar 1863 wurde Wilhelm von Rogendorf in die Liste der „berühmtesten, zur immerwährenden Nacheiferung würdiger Kriegsfürsten und Feldherren Österreichs“ aufgenommen, zu deren Ehren und Andenken auch eine lebensgroße Statue in der Feldherrenhalle des damals neu errichteten k.k. Hofwaffenmuseums (heute: Heeresgeschichtliches Museum Wien) errichtet wurde. Die Statue wurde 1871 vom Bildhauer Rudolf Dominik Zafauk (1830–1889) aus Carrara-Marmor geschaffen, gewidmet wurde sie von Kaiser Franz Joseph selbst.
Im Jahr 1894 wurde in Wien-Hernals (17. Bezirk) die Roggendorfgasse nach ihm benannt.